# شركة هرمود للاتصالات
شركة هرمود للاتصالات شركة اتصالات خاصة مقرها في العاصمة الصومالية مقديشو. تعتبر أكبر شركة اتصالات وأكبر جهة توظيف في القطاع الخاص في البلاد، وأول شركة خاصة في الصومال تحصل على شهادة ISO دوليًا.
تدير الشركة العديد من الخدمات التي يستخدمها عدد كبير من الصوماليين، ومن ضمنها خدمة تحويل الأموال عبر الهاتف المحمول، EVC Plus، كما توفر شركة هرمود أرخص خدمة إنترنت جوال 4G في إفريقيا والعالم العربي.
شركة هرمود هي الوحيدة في الصومال التي لديها ذراع خيري، حيث أطلقة مؤسسة السلام عام 2009. وقدمت شركة هرمود العديد من التبرعات لنظام الرعاية الصحية الصومالي خلال جائحة فيروس كورونا.

## خلفية تاريخية
تأسست شركة هرمود عام 2002 في العاصمة الصومالية مقديشو من قبل مجموعة صغيرة من المساهمين، وكانت تمتلك 16 موقعًا للاتصالات السلكية واللاسلكية، وضمت المجموعة رئيسها التنفيذي الحالي أحمد محمد يوسف، وأسس أحمد محمد يوسف الشركة بهدف تسهيل التواصل بين الناس في الصومال وتقديم ما يمكن من الخدمات للمساعدة في تطوير المجتمع والمساهمة في توسيع الاقتصاد، في نفس العام أطلقت الشركة خدمة خط الهاتف الثابت و بطاقة الهواتف المحمولة، وهي شبكة متنقلة رقمية من الجيل الثاني، والتي أصبحت مستخدمة على نطاق واسع في أوروبا وأجزاء أخرى من العالم
في عام 2011 أطلقت الشركة برنامج تحويل الأموال عبر الهاتف المحمول من خلال EVC Plus، وهو الأول من نوعه في الصومال، ويعمل برنامج EVC Plus كمحفظة رقمية، مما يسمح للمستخدمين بشراء السلع والخدمات وتحويل الأموال. وتمت إضافة المدفوعات الآلية وتذكيرات الرسائل القصيرة أيضًا كميزات، و من الممكن أيضًا عرض التقارير المالية الخاصة بـ EVC Plus بدون اتصال بالإنترنت. في ديسمبر 2012 أطلقت شركة هرمود خدمة Tri-Band 3G، في سابقة من نوعها في البلاد.
في يوليو 2014، وقعت شركة هرمود للاتصالات اتفاقا مع شركتي نيشن لينك وسومتل، وأسست الصفقة التعاونية شركة الاتصالات الصومالية (STC)، والتي سمحت لعملائها من الهواتف المحمولة بالاتصال عبر جميع الشبكات الثلاث. في وقت لاحق من ذلك العام جربت شركة هرمود خدمات جيل رابع (شبكات اتصال) لأول مرة في الصومال، و بدأت الشركة في توسيع شبكة الجيل الرابع في عام 2015 بالشراكة مع وزارة الاتصالات الصومالية.
في عام 2009 أنشأت شركة هرمود مؤسسة السلام للتنمية، وعرضت الشركة تحويلات نقدية كبيرة بدون عمولة للمنظمات غير الحكومية في عام 2019 للاستجابة للفيضانات حول بلدوين وبيدوا وجوهر ومحافظة جيدو في جنوب الصومال، وقد سمح ذلك للاتحاد النقدي الصومالي والمنظمات غير الحكومية الأخرى بتقديم تبرعات مباشرة إلى المتضررين من الفيضانات.
في عام 2020 أصبحت الشركة أول شركة خاصة في الصومال تحصل على شهادة المنظمة الدولية للمعايير المنظمة الدولية للمعايير، واعتبرت المنظمة الدولية منتجات وخدمات هرمود أنها تلبي احتياجات عملائها من خلال نظام إدارة جودة فعال وتلبية جميع المتطلبات التنظيمية ذات الصلة.
في عام 2021 أعلنت شركة هرمود عن خطط لضمان وتوسيع تغطية 4G في البلاد بحلول عام 2023 في الصومال، كما أعلنت أن 30٪ من عملاءها البالغ عددهم 3.6 مليون عميل لا يزالون يعتمدون على شبكات 2G، ومعظمهم يقيمون في المناطق الريفية، وتعتزم الشركة توسيع الخدمة لتصل لمواطني الريف لتمكينهم من الوصول إلى خدمات الإنترنت السريعة، وهو أمر ضروري للتنمية الاقتصادية على مستوى البلاد والريف على حد سواء، وتعتبر الشركة إيصال خدمة جيل رابع (شبكات اتصال) إلى البلاد كافة أحد أهدافها الرئيسية، بما يتماشى مع أهداف التنمية المستدامة للأمم المتحدة (SDGs). في فبراير 2021 أصدر البنك المركزي الصومالي أول ترخيص لتحويل الأموال عبر الهاتف المحمول لشركة هرمود، مؤكداً أن منصتها المالية عبر الهاتف المحمول EVC Plus تخضع الآن للتنظيم والترخيص رسميًا من قبل البنك المركزي. وأضفت هذه الخطوة الطابع الرسمي على المدفوعات الرقمية كطريقة دفع داخل البلاد وستتيح مزيدًا من التكامل للنظام المالي الصومالي مع النظام المالي الدولي.
أطلقت شركة هرمود أيضًا أول تطبيق محلي لتحويل لأموال عبر الهاتف المحمول في الصومال في وقت مبكر من نفس العام، ويجمع تطبيق (وافي) بين إمكانية تحويل الأموال عبر الهاتف المحمول، والاتصالات، والترفيه، وإدارة المدفوعات، حيث يمكن للمستهلكين الوصول إلى الحسابات المصرفية، وإجراء المعاملات عبر الإنترنت، وإرسال التحويلات الدولية، وإجراء مكالمات هاتفية دولية و محلية، كل ذلك من خلال التطبيق.

## الخدمة
لدى شركة هرمود أكثر من 3.6 مليون مشترك في الصومال، ويستخدم ما يقرب من ثلاثة ملايين منهم منصتها المالية عبر الهاتف المحمول EVC Plus. ويملك أكثر من 189 ألف مستثمر صومالي أسهما في شركة هرموود.
توظف هرمود أكثر من 20000 موظف بدوام كامل وبدوام جزئي في تخصصات مختلفة،  بما في ذلك هندسة الاتصالات، وخدمة العملاء، والمبيعات والتسويق، والمتخصصين في التمويل. حوالي 45٪ من موظفي الشركة هم من المهندسين. وتعتبر الشركة أكبر مؤسسة في القطاع الخاص في البلاد، حيث تملك أكثر من 800 مركز لخدمة العملاء في كل من المناطق الحضرية والريفية في الصومال.
تقدم شركة هرمةد مجموعة من الخدمات للاستخدام التجاري والاستهلاكي والسكني، وتشمل خدمات الخطوط الثابتة وخدمات الهاتف المحمول GSM و خدمات الانترنت جيل ثان (شبكات اتصال) وجيل ثالث (شبكات اتصال) وجيل رابع (شبكات اتصال) وماي فاي واي فاي، وتعمل الشركة في جنوب ووسط الصومال.
اعتبارًا من عام 2021، قُدر أن أكثر من 11.25 مليون صومالي، أو 70 ٪ من سكان الصومال، لديهم إمكانية الوصول إلى الجيل الرابع من الإنترنت. وتوفر هرمود أرخص خدمة إنترنت عبر الهاتف المحمول في إفريقيا والعالم العربي. وتعهدت الشركة بضمان تغطية الصومال كاملا بخدمة جيل رابع (شبكات اتصال) عبر الصومال بحلول عام 2023.

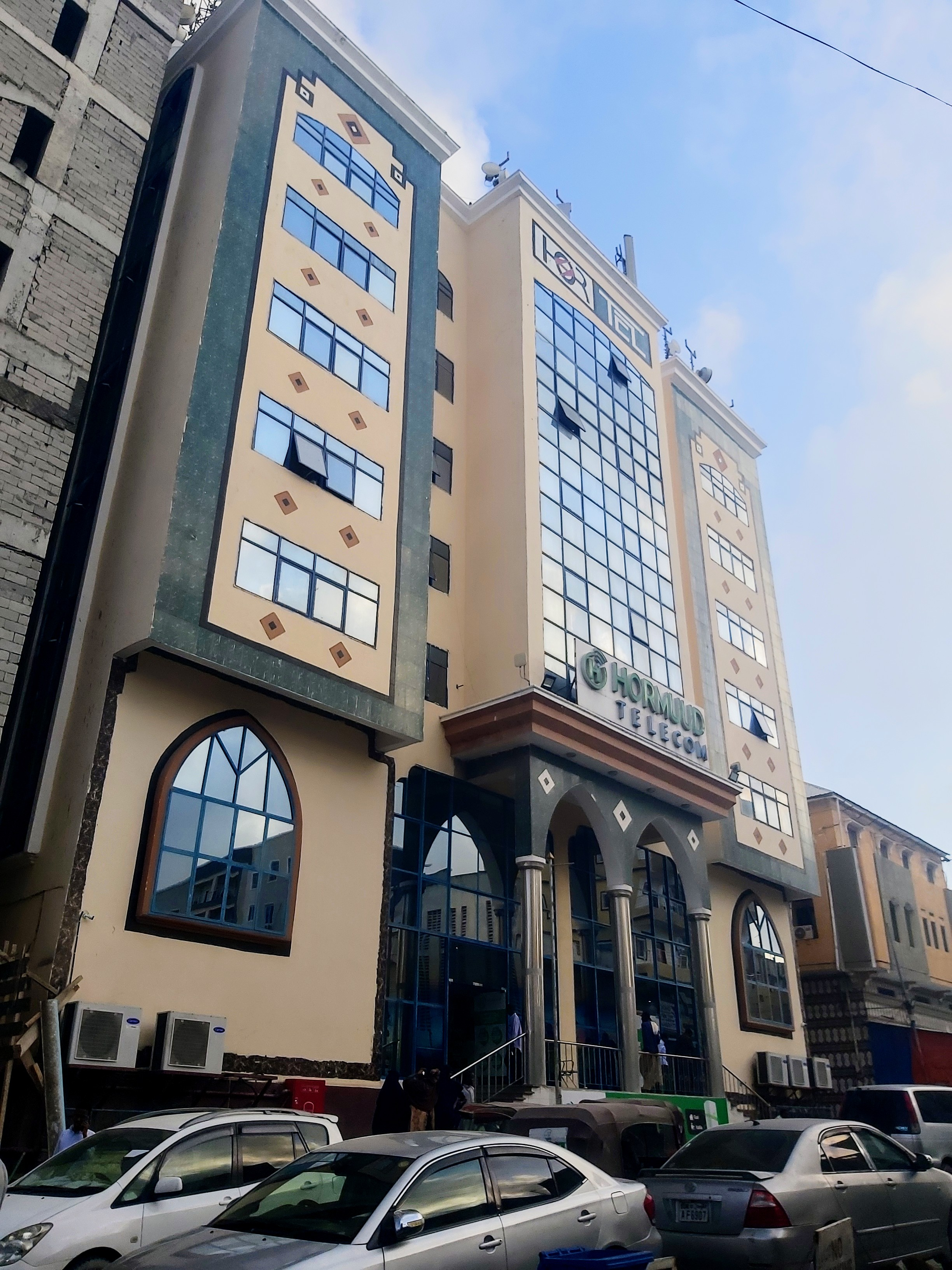
صورة لواجهة مبنى شركة هرمود في سوق بكارو (يونيو 2024)

## التكنولوجيا

### خدمات المحمول
في عام 2002، أطلقت هرمود خدمات بطاقة الاتصال وهي خدمة مدفوعة مسبقًا تقدم خيارات للتعاقد أو خدمات الهاتف المحمول المدفوعة أولاً بأول، يمكن للعملاء تعبئة حساباتهم باستخدام قسائم إعادة الشحن وبطاقات الشحن التي توفرها الشركة.
في عام 2016 أطلقت شركة هرمود خدمة (شاركني) (بالصومالية: Ilwadaag) والتي تتيح الاتصال العكسي وأصبحت خدمة مهمة للصوماليين ذوي الدخل المنخفض، وتمت إضافة قائمة بيضاء لاحقًا بحيث يمكن للعائلات والأصدقاء الاتصال بسهولة أكبر باستخدام الخدمة.

### الإنترنت
في عام 2013 أطلقت شركة هرمود خدمة واي فاي وهو إنترنت واسع النطاق عالي السرعة وآمن وموثوق يمكن الوصول إليه في الأماكن العامة والفنادق والمؤسسات التعليمية. في عام 2014، أطلقت هرمود خدمة ماي فاي وهو موجه لاسلكي محمول من الجيل الرابع يمكنه الاتصال بالعديد من الهواتف الذكية أو الأجهزة اللوحية أو أجهزة الكمبيوتر المحمولة ويوفر إنترنت 4G لتصفح الويب أثناء التنقل، في نفس العام أطلقت الشركة خدمة ADSL Plus وهي خدمة تستخدم خط هاتف العميل لإرسال واستقبال بيانات الإنترنت وإجراء المكالمات. في هذا الوقت، كانت سعة الإنترنت في البلاد غير كافية، لكن ترقيات السعة اللاحقة سمحت لشركة هرمود بتقديم خدمات واسعة النطاق ثابتة أو منزلية عالية السرعة للأسر في الصومال.
أطلقت الشركة خدمة Enterprise Internet وهي خدمة ذات نطاق واسع تقدم خدمات الإنترنت اللاسلكية في عام 2014 وأتاح إمكانية اتصال واسعة النطاق ومتزامنة لأجهزة متعددة، وتهدف الخدمة في الغالب إلى توفير خدمات النطاق العريض الثابتة للشركات ووكالات المعونة العاملة في الصومال. في نفس العام أطلقت شركة هرمود خدمة My SMS وهي خدمة رسائل جماعية للتواصل مع قوة عاملة كبيرة أو مجموعة من الطلاب.

### EVC Plus
أطلقت الشركة خدمة EVC Plus لأول مرة عام 2012 وهي خدمة فريدة من نوعها لتحويل الأموال عبر الهاتف المحمول واستلامها؛ وتعمل مثل الرسائل القصيرة. ويستخدمها أكثر من 67٪ من الصوماليين، وخاصة مجتمعات الطبقات الدنيا في المجتمع، وتُعتبر تكنولوجيا تحويل الأموال عبر الهاتف المحمول كنظام دفع وحيد. يختلف EVC Plus عن العديد من منصات تحويل الأموال عبر الهاتف المحمول الأخرى في إفريقيا من خلال كونه مجانيًا تمامًا عند نقطة الاستخدام. تحتوي منصة تحويل الأموال عبر الهاتف المحمول على العديد من الوظائف الرئيسية، مثل تحويل الأموال من شخص لآخر، وتحويل الأموال من شخص إلى تاجر أو شركة/ وإدارة الحساب.
تُستخدم خدمة تحويل الأموال عبر الهاتف المحمول على نطاق واسع في الصومال، حيث تُظهر بيانات من البنك الدولي أن تحويل الأموال عبر الهاتف المحمول أمر بالغ الأهمية في النمو الاقتصادي والبنية التحتية الصومالية، حيث تشير التقارير إلى أن 155 مليون معاملة بقيمة 2.7 مليار دولار تتم شهريًا في الصومال، وتتم غالبية هذه المعاملات من خلال خدمة EVC Plus. كما تُظهر الأبحاث أن الأموال عبر الهاتف المحمول تلعب دورًا مهمًا في تقليل خسارة العملة والأموال المزيفة والمزورة.
المنظمات غير الحكومية ومنظمات المجتمع المدني التي ترسل الأموال إلى الصوماليين في المناطق النائية معفاة من حد محفظة EVC البالغ 300 دولار. وكانت الشركة قد قدمت سابقا تحويلات نقدية كبيرة بدون عمولات للمنظمات غير الحكومية التي تستجيب للأزمات (مثل الفيضانات في عام 2019).
في الصومال يدفع 70.2٪ من مستخدمي الأموال عبر الهاتف المحمول رسوم التعليم على المنصة؛ 56.4٪ صرف التبرعات والصدقات؛ 28.3٪ التسوق عبر الإنترنت؛ 18.0٪ يتلقون تحويلات نقدية من المنظمات غير الحكومية؛ و 16.7٪ يدفعون ضرائب حكومية.
خلص بحث من جامعة سيمد في مقديشو إلى أن اعتماد الأموال عبر الهاتف المحمول في جميع أنحاء الصومال تسبب عن نمو المؤسسات الصغيرة والمتوسطة الحجم

### Nasiye
أطلقت شركة هرمود خدمة Nasiye لأول مرة في عام 2013 وأصبح أكثر بروزًا خلال جائحة كورونا وتتيح هذه الخدمة للمستخدم إعداد الموسيقى أو خيارات القراءة كنغمة الاتصال الخاصة به، خلال الجائحة استبدلت شركة هرمود بعض نغمات الاتصال بإعلانات الصحة العامة لتثقيف السكان حول الوباء، وأزالت رسوم الاشتراك في الخدمة للمساعدة في دعم الحكومة بدءا من عام 2019.

### تطبيق وافي
في عام 2021 أطلقت شركة هرمود أول تطبيق محلي لإدارة الأموال عبر الهاتف المحمول في الصومال والذي يتيح للصوماليين الوصول إلى مجموعة من الخدمات الرقمية عبر منصة واحدة، ويمكن للمستهلكين الوصول إلى حساباتهم المصرفية وإجراء المعاملات عبر الإنترنت وإرسال التحويلات الدولية وإجراء المكالمات الهاتفية الدولية والمحلية.
ويعتبر تطبيق وافي منصة أموال متنقلة متكاملة تمامًا، و تتمتع تكنولوجيا تحويل الأموال عبر الهاتف المحمول بمعدل اختراق يصل إلى 80٪ في المناطق الحضرية و 55٪ في المناطق الريفية، ويسمح تطبيق وافي للمستخدمين بالوصول إلى حساباتهم المصرفية من خلال عمليات الإيداع والسحب عبر محفظة EVC Plus الخاصة بهم، ويمكن للشركات إنشاء رموز QR التي تسمح للعملاء بإيداع الحسابات المصرفية للشركات بشكل مباشر.

## رعاية
في أبريل 2019 أطلقت شركة هرمود منحا دراسية للطلاب الصوماليين المتفوقين بالتعاون مع الجامعات الصومالية. كما رعت الشركة منذ عام 2015 عددًا من معارض الكتاب الإقليمية والوطنية في جميع أنحاء البلاد.
منذ عام 2005 رعت شركة هرمود دوري بنادر الإقليمي لكرة القدم. كما رعت بدءا من عام 2013 كأس السوبر الصومالية السنوي ونهائي دوري كرة القدم المحلي.

## مؤسسة السلام
مؤسسة السلام التابعة لشركة هرمود هي مؤسسة غير ربحية ممولة بالكامل من قبل شركة هرمود وبنك السلام الصومالي وقد تم إنشاؤها لغرض وحيد هو تقديم المساهمات الخيرية لتحسين الحياة اليومية للصوماليين.
في عام 2020 خلال جائحة فيروس كورونا تبرعت مؤسسة السلام بأكثر من 5 ملايين دولار أمريكي من أجل الرعاية الصحية في الصومال وجهود الإغاثة من الوباء، في عام 2021 دعمت المؤسسة الجهود المبذولة للمساعدة في جمع 4 ملايين دولار لصندوق إغاثة شبكة العمل الصومالية لمكافحة كورونا، بالشراكة مع غرفة التجارة الصومالية.
في نفس العام مؤسسة السلام بأول محطة أكسجين عامة في الصومال، المصنع، الذي تم شراؤه من تركيا، تم التبرع به لمساعدة الصومال على مواجهة النقص الحاد في الأكسجين الطبي. وتم تركيب المصنع في مستشفى بنادر للولادة والأطفال، ومولت المؤسسة أيضًا إصلاح جناح معالجة المصابين بكورونا ومخزن محطة الأكسجين.
تمول مؤسسة السلام مجموعة من مشاريع الإغاثة الخيرية، استجابة مباشرة للأزمة الإنسانية في جميع أنحاء الصومال.